# جان‌کارلو گونزالس
جان‌کارلو "پیپو" گونزالس کاسترو (اسپانیایی: Giancarlo "Pipo" González Castro‎؛ زاده ۸ فوریهٔ ۱۹۸۸) بازیکن فوتبال اهل کاستاریکا است که برای ال‌ای گلکسی در ام‌ال‌اس در پست مدافع میانی بازی می‌کند.
وی همچنین در تیم ملی فوتبال کاستاریکا بازی کرده‌است.